# Ельгаїда Дані
Ельгаїда Дані (алб. Elhaida Dani; нар. 17 лютого 1993, Шкодер) — албанська співачка. Стала відома після перемоги на албанській «Star Academy» в 2009 році, і на «Top Fest» у 2012 році. Пізніше в тому ж році вона брала участь в італійській версії «Голосу», і виграла шоу, набравши понад 70 % голосів телеглядачів. Пізніше вона випустила свій перший сингл «Baciami e Basta» з допомогою італійського «Universal Music».
В грудні 2014 року вона перемогла на 53-му «Festivali i Кепдеѕ» (албанська відбір на «Євробачення») з піснею «Diell» (алб. Сонце), і отримала право представляти свою країну на Євробаченні-2015 у Відні. Однак, 23 лютого 2015 року співачка оголосила, що композитори пісні, з якою вона перемогла у відборі, вирішили піти з конкурсу, і вона виконає іншу пісню на «Євробаченні». Наступного дня було оголошено нову пісню «i'm Alive».

## Життя і кар'єра

### Рання кар'єра
Ельгаїда Дані народилася 17 лютого 1993 року в Шкодері, місті в північній Албанії. Навчалася грі на фортепіано з 6 років. Вона з'явилася на національному телебаченні у 2008 році, після участі в «Kënga Magjike» з піснею «Fjala е fundit» (укр. «Останнє слово»).
У 2009 році вона брала участь в албанській версії «Star Academy» і виграла. Потім вона продовжила співати на різних музичних конкурсах у балканських країнах. У 2011 році вона брала участь в «Sunčane Skale», що проходив у Чорногорії з піснею «Si asnjëherë» (укр. «Як ніколи раніше») і перемогла у молодіжній категорії шоу. Пізніше вона виграла два турніри в Болгарії та Румунії. Також взяла участь у 50-му «Festivali i Кепдеѕ» з піснею «Mijëra vjet» (укр. «Тисячі років»).
На початку 2012 року вона працювала з популярним музичним лейблом «Threedots Music Albania» і написала пісню «S je më» (укр. «Ти більше не такий»), і виграла найбільше музичне шоу в Албанії, «Top Fest». Після повернення в Албанію, перша пісня, яку вона співала, була «Ya nabi salam alayka» Махера Заїна в медресе мусульманського товариства Албанії. Там вона одягла хустку.

### 2014—2015: Євробачення-2015

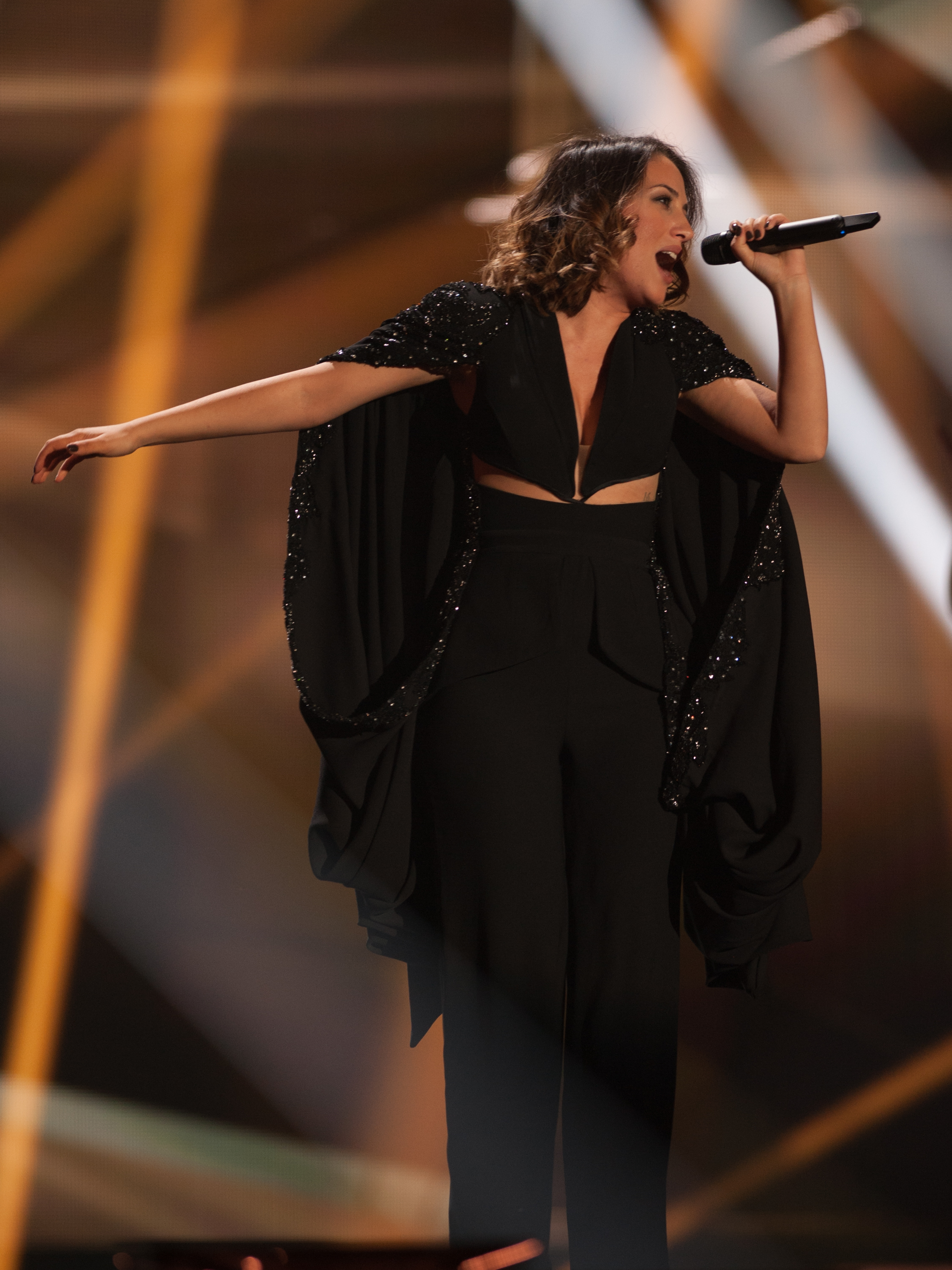
Ельгаїда Дані виконує «i'm Alive» на Євробаченні-2015.

У 2014 році Эльхаида Данини повідомила, що вона має намір брати участь у 53-му «Festivali i Këngës», з надією представити Албанію на Євробаченні 2015. Її пісня «Diell» (укр. Сонце) була серед 28 учасників програми. Конкурс проводився з 26 по 28 грудня в Тирані. Вона заздалегідь була фаворитом шоу. 28 грудня 2014 року Ельгаїда Дані виграла конкурс, набравши 82 очки.
Після «Festivali i Кепдеѕ», Дані була змушена змінити пісню для «Євробачення» на «i'm Alive», після того, як композитори пісні «Diell» пішли з конкурсу. Вона виступила на «Євробаченні-2015» саме з цією піснею. Вона вийшла до фіналу з першого півфіналу, посівши 10 місце.
У фіналі «Євробачення-2015» Ельгаїда Дані виступала 26-ю і посіла сімнадцяте місце, отримавши 34 бали, як і представники Албанії на Євробаченні-2008 і Євробаченні-2009. Найбільше балів Албанія отримала від Македонії (12 балів) і Чорногорії (10 балів).

### 2016—2017: «Нотр-Дам де Парі»
У 2016 році Ріккардо Коччанте і Люк Пламондон запросили Ельгаїду Дані грати роль Есмеральди у відомому мюзиклі (кілька разів входив до Книги рекордів Гіннеса) «Нотр-Дам де Парі».
З 2016 року вона гастролює по всьому світу (Франція, Ліван, Росія, Тайвань, Канада).

### 2017: Повернення
«Пісня „Мо Mbaj“ (укр. „Тримай мене“) була створена в середині 2017 року під час гри на народних інструментах в студії. Мандоліни, що грали в пісні нагадали мені традиційну албанську музику і надихнули негайно написати албанська текст на мелодію, яку ми співали. Вже через годину ми отримали #membaj». Це перша написана Ельгаїдою Дані пісня, яка визначила початок її кар'єри як авторки пісень.
Текст пісні про історію двох людей, що закінчується, але вони пам'ятають усі моменти разом, і бажають знову опинитися разом, нехай навіть тільки на одну ніч.
Відео створює ситуацію, де самотність співачки переривається потоком спогадів. Співачка занурюється у воду кожен раз, коли хоче повернути ті спогади.
Пісня та кліп були створені в Італії, де Ельгаїда Дані працювала над своїм першим альбомом, як автора пісень італійською та англійською мовами.
У грудні 2017 року вона взяла участь у фіналі Kënga Magjike з піснею «E Ngrire» (укр. «Неймовірна»). Вона зайняла друге місце, набравши 988 очок, і відставши на 11 від переможниці, Анжели Перістері. Через два тижні випустила англомовну версію пісні — «Amazing».
19 грудня на Youtube-каналі співачки було опубліковано відео на пісню «Sugar Wings» (укр. «Цукрові крила»).

## Дискографія

### EPs
| Назва        | Деталі альбому                                                                    | Пікові позиції в чартах | Сертифікати |
| Назва        | Деталі альбому                                                                    | ITA                     | Сертифікати |
| ------------ | --------------------------------------------------------------------------------- | ----------------------- | ----------- |
| Elhaida Dani | - Дата виходу: 2 липня 2013 - Лейбл: Sony BMG - Формати: CD, цифрова завантаження | 28                      | -           |

### Сингли
| Назва                       | Рік  | Пікові позиції в чартах | Пікові позиції в чартах | Пікові позиції в чартах | Сертифікати | Альбом               |
| Назва                       | Рік  | ALB                     | ICE                     | ITA                     | Сертифікати | Альбом               |
| --------------------------- | ---- | ----------------------- | ----------------------- | ----------------------- | ----------- | -------------------- |
| «Fjala е Fundit»            | 2008 | -                       | -                       | -                       | -           | Неальбомний сингл(s) |
| «Si asnjëherë»              | 2010 | -                       | -                       | -                       | -           | Неальбомний сингл(s) |
| «Mijëra vjet»               | 2011 | -                       | -                       | -                       | -           | Неальбомний сингл(s) |
| «S'est je мо»               | 2012 | -                       | -                       | -                       | -           | Неальбомний сингл(s) |
| «When Love Calls Your Name» | 2013 | -                       | -                       | -                       | -           | Elhaida Dani         |
| «Baciami е Basta»           | 2013 | -                       | -                       | -                       | -           | Elhaida Dani         |
| «In the Sky for a While»    | 2013 | -                       | -                       | -                       | -           | Elhaida Dani         |
| «Diell»                     | 2014 | -                       | -                       | -                       | -           | Неальбомний сингл(s) |
| «I'm Alive»                 | 2015 | 1                       | 46                      | -                       | -           | I'm Alive            |
| «Ne Jete»                   | 2015 | -                       | -                       | -                       | -           | I'm Alive            |
| «Mo Mbaj»                   | 2017 | -                       | -                       | -                       | -           | Неальбомний сингл(s) |
| «E Ngrire»                  | 2017 | -                       | -                       | -                       | -           | Неальбомний сингл(s) |
| «Amazing»                   | 2017 | -                       | -                       | -                       | -           | Неальбомний сингл(s) |
| «Sugar Wings»               | 2017 | -                       | -                       | -                       | -           | Неальбомний сингл(s) |

## Фільмографія
| Рік  | Назва                | Роль                  | Примітки              |
| ---- | -------------------- | --------------------- | --------------------- |
| 2009 | Star Academy Албанія | Камео                 | Сезон 5 (Переможець)  |
| 2011 | Portokalli           | Камео, музичний гість | Сезон 16              |
| 2012 | Top Fest             | Камео                 | Сезон 9 (Переможець)  |
| 2013 | Apartamenti 2XL      | Камео, музичний гість | Сезон 2               |
| 2013 | Голос Італії         | Камео                 | Сезон 1 (Переможець)  |
| 2014 | Portokalli           | Камео, музичний гість | Сезон 21              |
| 2014 | Х-Фактор Албанія     | Камео, музичний гість | Сезон 3-4             |
| 2014 | Festivali i Këngës   | Камео                 | Сезон 53 (Переможець) |
| 2015 | «Євробачення-2015»   | Камео                 | Учасник               |
| 2015 | Шанс                 | Камео                 | Журі                  |